# Completion time
Il completion time (lett. "tempo di completamento") è una misura di prestazione utilizzata nei problemi di sequenziamento / Teoria della schedulazione e indica quando la lavorazione su di un lotto in un reparto produttivo è completata. Ricordando che
{\displaystyle L_{k}}: indica il generico lotto k-esimo estratto da un insieme di n lotti che devono essere lavorati
{\displaystyle r_{k}}: indica l'istante in cui il lotto k-esimo è disponibile in reparto per la lavorazione
{\displaystyle A_{k,i}}: è il tempo di attesa per il lotto k-esimo tra l'ultimazione della lavorazione i-1 e  l'inizio della lavorazione successiva i. Se le lavorazioni da effettuarsi sul lotto sono in numero m allora il tempo di attesa totale è pari alla somma dei tempi di attesa di tutte le m operazioni
{\displaystyle A_{k}=\sum _{i=1}^{m}A_{k,i}}
{\displaystyle p_{k,i}}: è il tempo necessario per la lavorazione i-esima sul lotto k-esimo; molto spesso include sia  il tempo di attrezzaggio che il tempo per movimentare il lotto alla macchina stessa che dovrà effettuare la lavorazione i
Completion time, in simboli {\displaystyle C_{k}}, rappresenta l'istante in cui il lotto {\displaystyle L_{k}} termina la sua ultima lavorazione; formalmente si definisce come
{\displaystyle C_{k}=r_{k}+\sum _{i=1}^{m}\left(A_{k,i}+p_{k,i})\right)}
Valutando l'ordinamento con cui i diversi lotti devono essere lavorati si perviene ad una misura dei diversi possibili valori di {\displaystyle C_{k}}; poiché {\displaystyle r_{k}} e {\displaystyle p_{k,i}}  sono assegnati e non dipendono dalla particolare sequenza dei lotti adottata, la bontà di una schedulazione per un generico lotto k è completamente specificata da  {\displaystyle A_{k}} nel  senso che il confronto tra diverse sequenze possibili si basa sulla seguente relazione d'ordine: “una sequenza è preferibile ad un'altra sequenza se e solo se {\displaystyle A_{k}} < {\displaystyle A_{k}^{'}}.“
Assegnati n lotti da lavorare all'interno del sistema produttivo in esame, si definisce average completion time, {\displaystyle {\bar {C}}\ }, come il tempo di completamento medio dei lotti, {\displaystyle {\bar {C}}\ ={\frac {1}{n}}\sum _{i=1}^{n}C_{i}} ossia la media aritmetica dei singoli tempi di completamento di ciascun lotto.